# Marijana Hrvić
Marijana Hrvić-Šikuljak (Tuzla, 5. svibnja 1986.), bh. novinarka, modna dizajnerica i model

## Životopis
Rođena je u Tuzli. U Lukavcu završila osnovnu školu i Opću gimnaziju. Studirala je žurnalistiku na Filozofskom fakultetu u Tuzli. Na Fakultetu političkih znanosti UNSA - smjer Europske integracije magistrirala je 2019.godine, tema "Aktuelna faza procesa integriranja BiH i drugih zemalja Zapadnog Balkana u EU". Radila je na Tuzlanskoj televiziji i Radio-televiziji Slon, kao novinarka i voditeljica vijesti, zatim u sarajevskom Pretisu - namjenska industrija, te na televiziji Al Jazeeri Balkans, kao novinarka i pomoćnica urednika. Trenutno je zaposlena u Predsjedništvu BiH. 
U stranci Demokratska fronta BiH je od osnivanja, 2013.godine.
Članica je Udruženja likovnih umjetnika Tuzlanske županijebi Grupe Lucido bh umjetnika. Izlagala na više od 30 kolektivnih izložbi, te samostalno u BKC-u Sarajevo i BKC-u Tuzla. Sudjelovala na više Bijenala Umjetnosti minijature BiH. Kao modna dizajnerica do 2011.izlagala je kolekcije na mnogim modnim tjednima u BiH. Godine 2007. osvojila je dva naslova na natjecanjima ljepote u našoj zemlji, te je kratko radila kao model. Listopada 2007. bila je jedna od tri predstavnice BiH na izboru za Miss slavenskih zemalja.
Udata je i ima dvoje djece.